# Карабауыр
Карабауы́р (каз. Қарабауыр, до 2019 г. — Но́вый Карабау́р) — село в Бурабайском районе Акмолинской области Казахстана. Входит в состав Абылайханского сельского округа. Код КАТО — 117033600.

## География
Село расположено в северной части района, на расстоянии примерно  27 километров (по прямой) к северу от административного центра района — города Щучинск, в 6 километрах к востоку от административного центра сельского округа — села Кызылагаш. 
Абсолютная высота — 275 метров над уровнем моря. 
Ближайшие населённые пункты: село Кызылагаш — на западе.  

## История
Постановлением акимата Акмолинской области от 25 октября 2019 года № А-11/503 и решением Акмолинского областного маслихата от 25 октября 2019 года № 6С-38-12 «О переименовании некоторых населенных пунктов Бурабайского района Акмолинской области», зарегистрированное Департаментом юстиции Акмолинской области 30 октября 2019 года № 7450, село Новый Карабаур было переименовано в село Карабауыр.

## Население
В 1989 году население села составляло 228 (из них казахи — основное население).
В 1999 году население села составляло 259 человек (137 мужчин и 122 женщины). По данным переписи 2009 года, в селе проживал 231 человек (124 мужчины и 107 женщин).
| Численность населения | Численность населения | Численность населения |
| 1989                  | 1999                  | 2009                  |
| --------------------- | --------------------- | --------------------- |
| 228                   | ↗259                  | ↘231                  |

## Улицы[6]
- ул. Беймбета Майлина,
- ул. Мектеп,
- ул. Молодежная,
- ул. Мухтара Ауэзова.